# Kris Brown
Kristopher Clayton "Kris" Brown (født 23. december 1976 i Irving, Texas, USA) er en tidligere amerikansk footballspiller, der spillede i NFL som place kicker for Pittsburgh Steelers, Houston Texans og San Diego Chargers.

## Klubber
- Pittsburgh Steelers (1999–2001)
- Houston Texans (2002–2009)
- San Diego Chargers (2010)